# Emil Dister
Emil Rudolf Dister (* 1949 in Worms-Herrnsheim) ist ein deutscher Biologe und Geograph. Er war Professor am Institut für Geographie und Geoökologie des KIT und langjähriger Leiter des dort seit 1985 angesiedelten ehemaligen WWF-Aueninstituts (heute "Abteilung Aueninstitut" des Karlsruher Institut für Technologie).
Seine Schwerpunkte lagen in der Auenforschung in Europa, Südamerika und Westafrika an verschiedenen Flüssen wie z. B. Rhein, Loire, Elbe, Oder, Rio Magdalena, March und Dona.

## Leben
Dister studierte Biologie (Geobotanik) und Geographie in Mainz und Göttingen. Er war wissenschaftlicher Angestellter und anschließend freier Mitarbeiter der Hessischen Gesellschaft für Ornithologie und Naturschutz in Frankfurt am Main. 1980 promovierte er über „Geobotanische Untersuchungen in der hessischen Rheinaue als Grundlage für die Naturschutzarbeit“ an der Universität Göttingen. Es folgten Lehraufträge an den Universitäten Karlsruhe, Saarbrücken, Marburg und Basel. 1985 wurde er Leiter des im selben Jahr in Rastatt gegründeten WWF-Aueninstituts, das seit 2004 zum Karlsruher Institut für Technologie (KIT) gehört. Diese Stelle behielt er bis 2014.
Neben seinen universitären Arbeiten war er in der Projektbewertungen für die GTZ aktiv. Für die Stiftung „Walderhaltung in Afrika e.V.“ war er auf Projektsuche in Gambia.
2013 wies er darauf hin, dass das Hochwasser in Deutschland mit intakten Auen glimpflicher verlaufen wäre. Man hätte die Höhe der Hochwasserwelle reduzieren können, indem man das Wasser in die Breite fließen lässt. Dazu müsse man dem Fluss das ursprüngliche Überflutungsgebiet, also die Auen, in Teilen zumindest zurückgeben, sagte er der Deutschen Welle.

## Ehrungen
Dister erhielt 2013 den Ehrenpreis des Deutschen Naturschutzpreises. Im Juli 2008 war er bereits mit dem Bundesverdienstkreuz am Bande ausgezeichnet worden.

## Veröffentlichungen (Auswahl)
- 1984: Zur ökologischen Problematik der geplanten Donau-Staustufe bei Hainburg/Niederösterreich. In: Zeitschrift Natur und Landschaft. S. 190–194.
- 1994: Aktuelle Probleme und Lösungskonzepte für den Naturraum Elbe. In: Das 1. Elbe-Colloquium. S. 34–41.
- 2009: Flussauen in Deutschland – Erfassung und Bewertung des Auenzustandes. Naturschutz und biologische Vielfalt (mit E. Brunotte, D. Günther-Dieringer, U. Koenzen und D. Mehl, herausgegeben vom Bundesamt für Naturschutz).